# Dolores Cáceres
María Dolores Cáceres también conocida como Dolores Cáceres y Dolores de Argentina (Córdoba, Argentina, 1960) es una artista cuya obra se desarrolla en la corriente del post conceptualismo y en la concepción del arte público como lenguaje directo sobre la realidad social.
Su trabajo mezcla medios y formatos como la fotografía, textos en neón, esculturas, video arte, la instalación, performances y otras disciplinas para explorar la relación entre la idea y su materialidad en un juego conceptual autorreferencial en la mayoría de los casos, algunas como narrativas visuales o textuales que hacen referencia a su propio relato o al proceso de su construcción.
Desde la década del 90, se especializa en arte público, combinando intereses sobre la naturaleza de la producción del arte, el rol que tiene el hacer arte y el significado de la cultura en la sociedad, en distintos medios como fotografía, escultura, video, instalaciones y performances. 
En el año 2000 inicia la serie Dolores de Argentina que presentó por primera vez en agosto de 2001 en la III Bienal del Mercosur, Porto Alegre, Brasil, en la que utiliza su nombre como soporte de la obra. En la actualidad procesa la legalidad del cambio de su nombre, utilizando la nueva denominación como un derecho y una acción de arte. 
Su obra explora las complejidades contemporáneas en el campo del arte público en el que se especializa desde la década de los 90.  Allí combina intereses sobre la naturaleza de la producción del arte, cuestiona las estructuras del mercado, el rol que tiene el hacer arte y el significado de la cultura en la sociedad.
La dinámica de su producción artística está siempre relacionada con los procesos y con el espectador. La misma se inscribe como disparador – de opiniones, posicionamientos, interpretaciones, acciones y reacciones– al insertarse en el ámbito público.Sus preocupaciones estéticas son utilizadas para cuestionar conflictos sociales más amplios. Bordeando siempre las fronteras, ocupa el espacio público propositivamente construyendo su obra en el intercambio que se produce con los agentes que participan del evento, modificándolo y otorgándole sentido. La lógica del acontecimiento y lo performativo atraviesa toda su producción,
cuyas huellas aparecen en registros fotográficos y en el imaginario colectivo. Desafía así, en forma permanente, al espectador de quien pretende una participación activa.

## Biografía
Nació en una familia tradicional y de intelectuales de Córdoba, donde transcurre su infancia. En 1973 sus padres deciden enviarla a París.  Este viaje resulta iniciático ya que no solo recibe allí  sus primeras clases de pintura si no que toma contacto con la historia del arte y su presente a través de los vínculos de su familia con el mundo artístico local. De vuelta en Córdoba, su adolescencia y primera juventud transcurren durante la dictadura militar. Allí encara un triple camino de estudios universitarios: por presión familiar ingresa a la Facultad de Derecho y Ciencias Sociales de la Universidad Nacional de Córdoba, recibiéndose de abogada en tres años y simultáneamente ingresa a la Facultad de Filosofía y Humanidades, donde continúa con estudios en literatura y comienza sus estudios en Artes en la Universidad Nacional de Córdoba, convencida de su vocación. 
Decepcionada con su formación en la academia, destruye toda la producción de esa etapa, abandona sus estudios, comienza a trabajar de manera independiente y prioriza la idea sobre la forma en todas sus manifestaciones estéticas.
En los 80 dirige la Galería de Arte Jaime Conci y realiza una transformación en su programación.  En 1983 organiza la producción de la video instalación ¿Quién puede vivir en esta casa? junto a Daniel Capardi , Ricardo Castiglia, Gustavo Brandan  y Cristina Bevilaqua. Esta muestra es señalada como la primera video instalación realizada en el interior del país. Allí toma contacto con artistas y críticos como Antonio Segui, Marta Minujin, Remo_Bianchedi, Rodolfo Azzaro, Jorge Romero Brest  y convierte a la galería, junto al crítico de arte Carlos Espartaco en un suceso reconocido por el CAYC y la Asociación de Críticos de Argentina con el premio a la mejor programación en el año 1985 en el país. 
En 1993 participa de la exposición El Día Electrónico, ensayo de tecno cultura y video arte  en el Museo Provincial de Bellas Artes Emilio Caraffa, junto a  Carlos Trilnick, Art Detroy y Fernando Fraenza entre otros artistas experimentales considerada el inicio del arte contemporáneo en la institución. En los 90 se encarga, durante su año fundacional, de la programación del Centro Cultural España en Córdoba donde invita a Margarita Paksa, Clorindo Testa, Jorge Gumier Mayer entre otros artistas consagrados iniciando así un intercambio de arte inédito entre Córdoba y Buenos Aires.  
Mantiene una amistad con Niki de Saint Phalle a quien visita en su estudio en Soisy-sur-École y más tarde en San Diego, California. Sus conversaciones lo largo del tiempo la inspiran no solo en su manera de hacer arte y sino también en lo que se convertiría en una fuente rectora de su arte: la resistencia.
Es desde esta resistencia, apoyada en su naturaleza creadora, donde decide desarrollar su carrera en Córdoba, su lugar de origen que considera su lugar de pertenencia cultural y que elige para formar una familia. Con una actividad constante desarrolla una relación viva y dialéctica entre el artista y su medio, en un activismo crítico y provocador, de gestos antropofágicos y de revaluación del concepto periferia. 
Colabora en la creación y fundación del Centro de Arte Contemporáneo de Córdoba impulsado por Antonio Seguí, artista cordobés radicado en París, proyecto que no llega a concretarse ante los reparos que le ofrece la ciudad. En el año 2001 acompaña a Jorge Glusberg como co-curadora de la Bienal de Buenos Aires en la ciudad de Córdoba  y también de la muestra individual de Julio Le Parc  en una sede temporaria del Museo Nacional de Bellas Artes. 
A partir del 2003, abandona la gestión cultural para dedicarse en exclusividad a su producción artística desde la cultura de la resistencia inspirada en el "La cultura de la resistencia" de Marta Traba, como un cuerpo (Dolores de Argentina) enfrentado al cuerpo social, solitariamente.
En 2022 decide fundar el Proyecto NO Museo, materializado en un cubo blanco emplazado en un campo de flores a las afueras de la ciudad de Córdoba. Se trata de un espacio neutro que busca pensar el concepto museo como laboratorio de arte a la deriva y se plantea como una plataforma de observación crítica y experimental. Se trata de un nuevo señalamiento que subraya la crisis de las instituciones en la actualidad y de la ciudad de Córdoba en particular. 

## Obras más relevantes

### La Estrategia del Eclipse, 2023
Proyecto de arte público realizado en la Plaza San Martín de la ciudad de Buenos Aires en el año 2023, para conmemorar el 40 aniversario de la victoria de Raúl Alfonsín en las elecciones presidenciales de 1983, que marcó el fin de la dictadura militar en Argentina y los 40 años ininterrumpidos de democracia. La intervención consistió en cubrir el monumento ecuestre al General San Martín con telas negras a fin de volverlo invisible para luego descubrirlo y de esa manera provocar reflexión y extrañamiento sobre los valores históricos y simbólicos asociados con el Padre de la patria, subrayando valores como libertad, coraje y heroísmo en un contexto electoral y  político complejo  con una clase política en el eje de la discusión.

### #Sin Límite 567, 2015
Exposición de arte conceptual realizada en el Museo Emilio Caraffa, en la ciudad de Córdoba en 2015.  Esta muestra consistió en tres salas completamente vacías, pintadas de blanco. Incluso el catálogo de la exposición estaba compuesto de páginas en blanco. Su propuesta refiere a una reflexión sobre los límites del arte, un señalamiento de grado cero y una invitación a los espectadores  a cuestionarse qué es arte. La controvertida exhibición generó un intenso debate sobre los límites del conceptualismo con algunos críticos y público considerándola un gesto provocativo a ultranza, mientras que otros la vieron como una estafa.  
La referencia a precursores como Yves Klein y su exposición vacía en 1958 o John Cage y su pieza musical de silencio 4`33’’ fue utilizada para contextualizar esta propuesta dentro de una tradición de arte conceptual que desafía convenciones y expectativas del público. Sin límite fue considerada por la artista como una obra de sitio, tiempo y acontecimiento político específicos.

### Proyecto Que Soy, 2008
El Proyecto Que Soy fue una pieza de arte público realizada en el 2008, que consistió en la siembra y cosecha de soja en los jardines del Museo Provincial de Bellas Artes Emilio Caraffa de Córdoba, Argentina. Esta acción se enmarcó en un contexto de conflicto entre el gobierno nacional y el sector agropecuario por la Resolución 125, que intentaba aumentar las retenciones a las exportaciones de soja. La instalación no solo generó gran impacto visual, sino que también provocó diversas reacciones y debates sobre temas como la ecología, la justicia social y la trata de personas, reflejando la capacidad del arte público para impulsar discusiones sociales y políticas. En el año 2018 el proyecto fue seleccionado para representar el país en la Bienal Aniversario de Curitiba, donde repitió la acción de siembra en los jardines del Museo Oscar Niemeyer. En 2019 inicia el recorrido de las semillas bajo la denominación Una siembra después de otra y realiza una performance desde la ciudad de Rosario iniciando el viaje por agua desde su puerto que continúa en Venecia, Italia en el marco de la Bienal de Venecia de 2019, llevando las semillas por el Gran Canal desde el Puente Dogana hasta el Puente de la Academia , incluida en la 3 Bienal de Performance de Buenos Aires. Estos primeros movimientos pueden ser considerados desplazamientos poéticos: una mujer que siembra, cosecha, traslada las semillas de puerto en puerto. La semilla, la que contiene la fuente de alimento almacenado. Este recorrido está en marcha hacia Oriente y traza un mapa donde repetir la performance itinerante. El trazado comprenderá no sólo recorridos marítimos sino también recorridos terrestres por descubrir hasta llegar a China, principal importador de la soja sudamericana.

### El Artista Señala, 2007
Acción de fuego en la costa del Canal de Beagle, Ushuaia, en Tierra del Fuego para la I Bienal del fin del mundo en abril de 2007. Fue un homenaje al pueblo originario Yamana actualmente extinto.

### Dolores de Argentina, 2001
Es la narración cronológica de los dolores de la Argentina relatada como un discurso violento de una sucesión de  hechos históricos desde el nacimiento de la artista hasta el momento en que se exhibe la obra, con palabras que construye la declaración como un juego lingüístico entre el nombre propio y el sustantivo común. Es a partir de este cuerpo de obra que comienza a elaborar la tragedia del terrorismo de Estado que sufrió su familia.

## Exposiciones individuales
- 2015 #Sin Límite 567. Museo de Bellas Artes Emilio Caraffa. Córdoba, Argentina.Museo Caraffa. Córdoba. Argentina

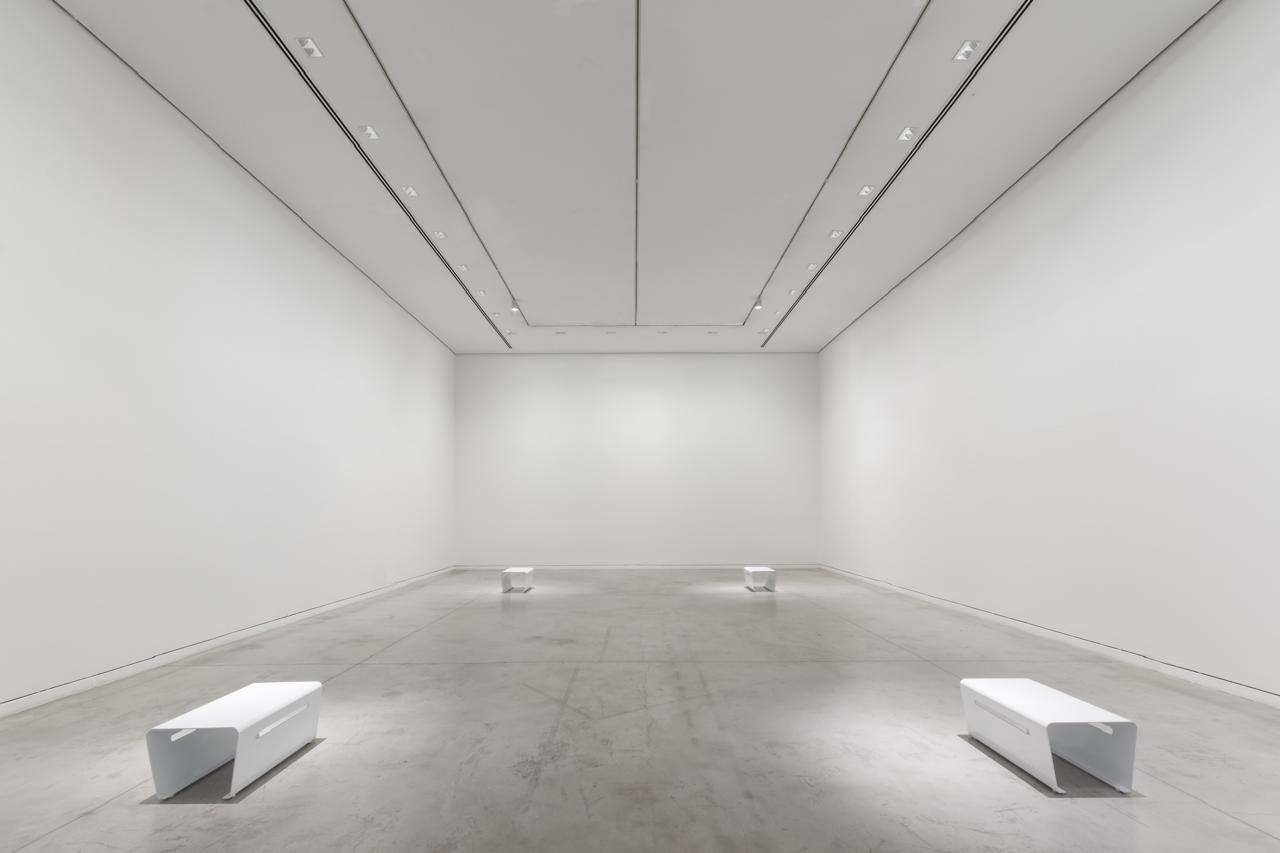
Museo Caraffa. Córdoba. Argentina

- 2012 Parque de la Memoria. Monumento a la Víctimas del Terrorismo de Estado. Buenos Aires, Argentina.
- 2011 Contralugares. Centro Cultural España Córdoba, Argentina.
- 2010 Negro. Museo de Bellas Artes Genaro Pérez. Córdoba, Argentina.
- 2008/2009 Proyecto Que Soy. Museo de Bellas Artes Emilio Caraffa. Córdoba, Argentina.
- 2003 IV Feria Internacional de Arte. Artista Invitada. Córdoba, Argentina.
- 2002 El Núcleo Cultural de la UNC. Córdoba, Argentina.
- 1999 MAMBA Museo de Arte Moderno de Buenos Aires. Buenos Aires, Argentina.
- 1998 Centro de Arte Contemporáneo de Córdoba. Córdoba. Argentina.

## Arte público
- 2023 La Estrategia del Eclipse. Plaza San Martín. Buenos Aires, Argentina.
- 2019 Una Siembra después de otra. Gran Canal. Venecia, Italia.
- 2018 Proyecto Que Soy. Museo Oscar Niemeyer. Curitiba, Brasil. Siembra en jardines del Museo Oscar Niemeyer. Curitiba. Brasil

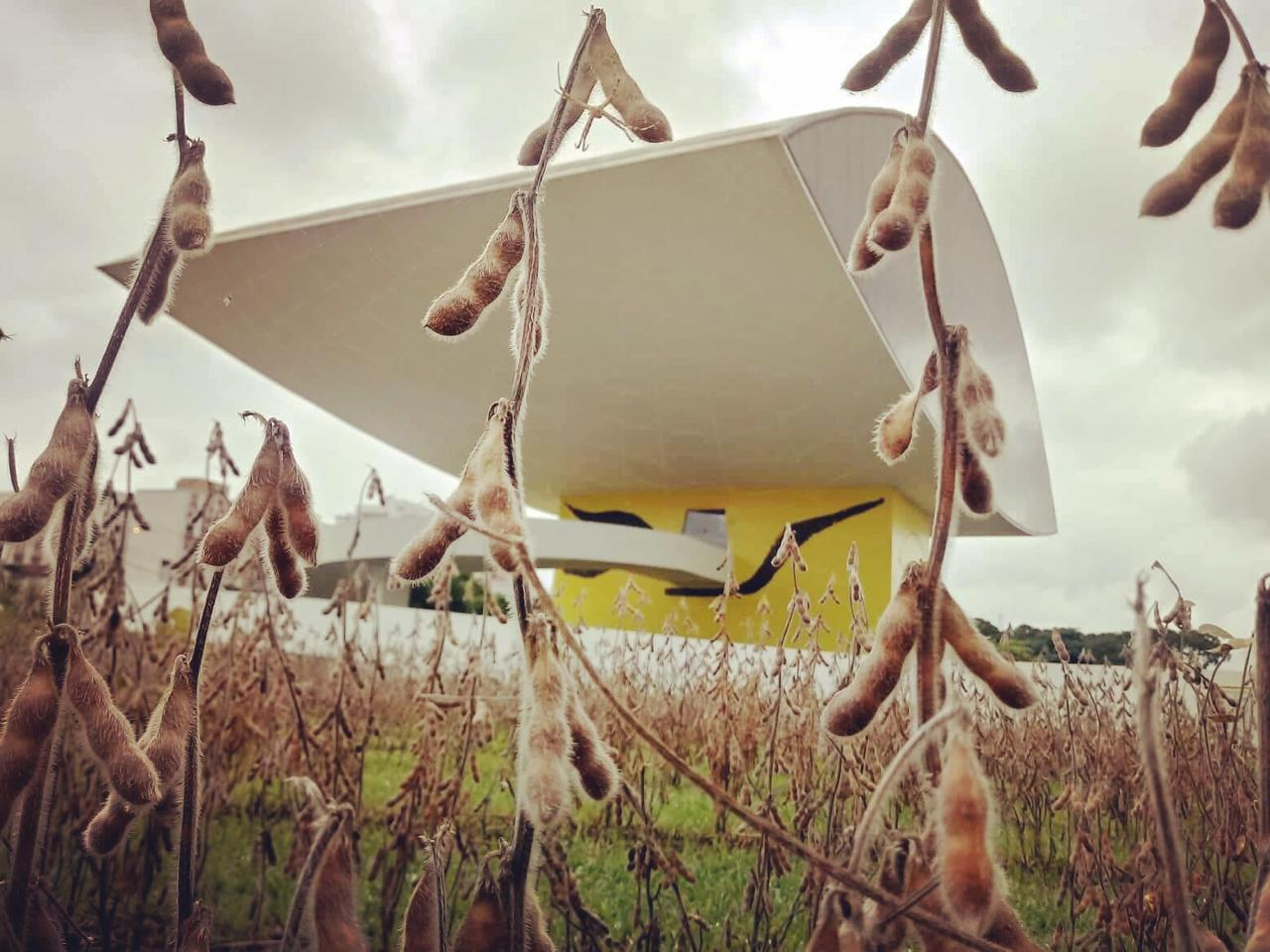
Siembra en jardines del Museo Oscar Niemeyer. Curitiba. Brasil

- 2017 Monementum tus ojos. 100x100. Córdoba, Argentina.[22]
- 2015 No Vendo Nada. La Habana, Cuba.
- 2014 La Plaza Partida. Universidad Empresarial Siglo 21. Córdoba, Argentina.
- 2014 No Vendo Nada. Córdoba ciudad, Argentina.
- 2012 Atlas (El cielo que yo ví). Tecnópolis. Buenos Aires. Argentina.
- 2011 No Vendo Nada. Maldonado, Uruguay.
- 2011 Contralugares. Córdoba ciudad, Argentina.
- 2010 Enamoradas del Muro. Maldonado, Uruguay.
- 2010 Proyecto Cucú. Carlos Paz, Argentina.
- 2008 Proyecto Que Soy. Museo De Bellas Artes Emilio Caraffa. Córdoba, Argentina.
- 2008 Proyecto NO. Córdoba, Argentina.
- 2007 Acepto Disentir (maquillaje de museos). Centro Cultural Recoleta. Buenos Aires, Argentina.
- 2007 El Artista Señala. I Bienal Fin Del Mundo. Ushuaia, Tierra del Fuego, Argentina.
- 2006 Dolores De Argentina. La Habana, Cuba.
- 2005 Babel Instalación Permanente. Universidad Empresarial Siglo 21. Córdoba, Argentina.
- 2004 Sin Título Oratorio del Obispo Mercadillo. Plaza San Martín, Córdoba, Argentina.
- 2003 (Maquillaje de luz).Jockey Club de Córdoba, Argentina.
- 2001 Dolores de Argentina (Discurso de una Violencia). Porto Alegre, Brasil.
- 2000 Exit (maquillaje de museos). Facultad de Derecho de la Universidad de Buenos Aires UBA, Argentina.
- 1999 Exit (maquillaje de museos). Plaza San Martín, Córdoba, Argentina.
- 1999 Si No (maquillaje de museos). Museo de Arte Moderno de Buenos Aires y subterráneos de Buenos Aires, Argentina.
- 1998 Si No (maquillaje de museos). Centro de Arte Contemporáneo de Córdoba, Argentina.

## Bienales
- 2019 Bienal de Performance de Buenos Aires, Buenos Aires, Argentina.
- 2018 Bienal Aniversario de Curitiba, Brasil.
- 2015 XII Bienal Internacional de Arte de La Habana, Cuba.9.ª Bienal de La Habana, Cuba

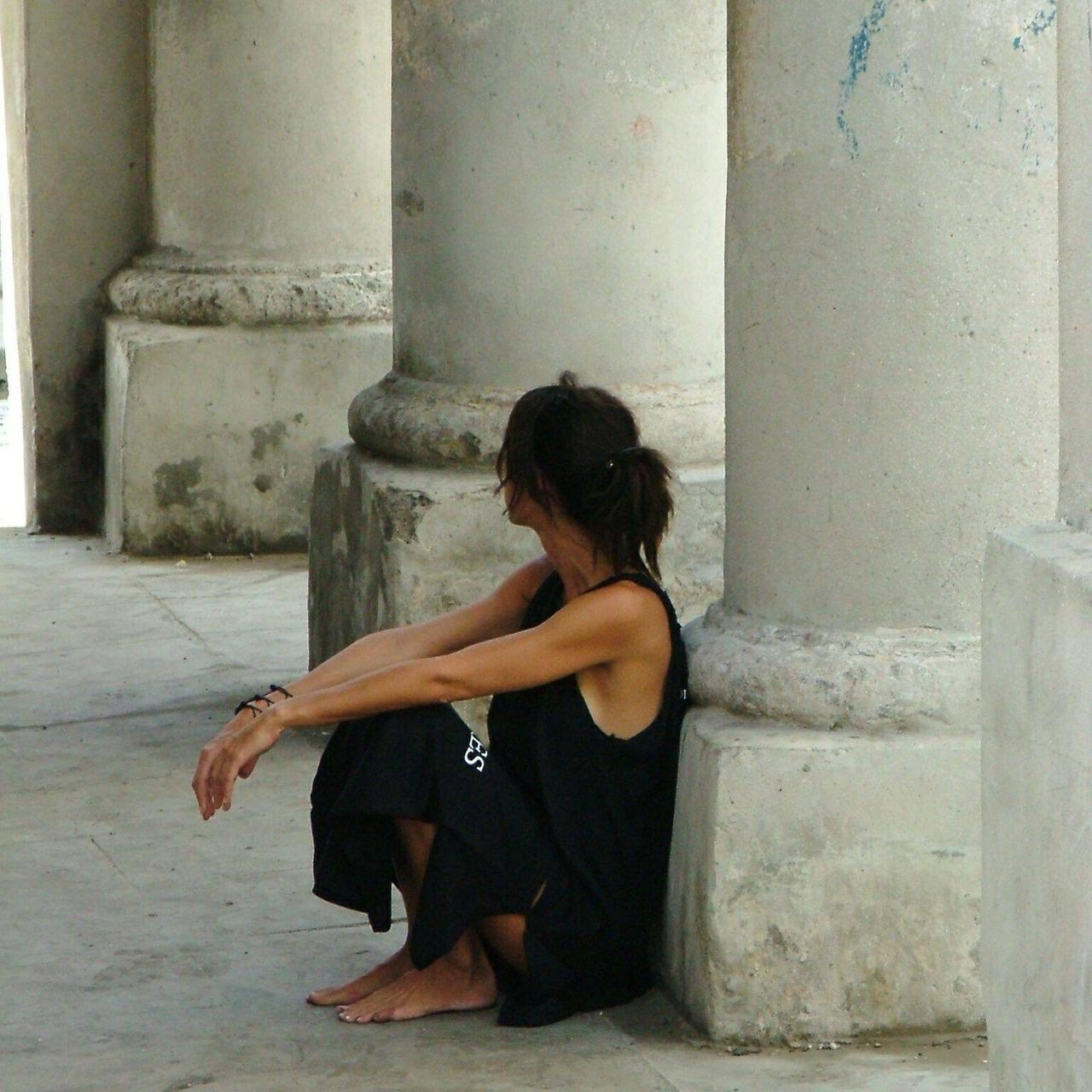
9.ª Bienal de La Habana, Cuba

- 2009 V Bienal de VentoSul Curitiba, Brasil.
- 2007 I Bienal del Fin del Mundo Ushuaia, Tierra del Fuego, Argentina.
- 2006 IX Bienal Internacional de Arte de La Habana, Cuba.
- 2001 III Bienal del MERCOSUR Porto Alegre, Brasil.
- 2000 I Bienal Internacional de Arte de Buenos Aires, Argentina.

## Premios
- 2020 Primer Premio Monumento al General San Martin y Las Heras. Mendoza. Argentina.
- 2020 Primer Premio Land Art. Molvento. Calamuchita. Córdoba. Argentina.
- 2009 Mención de Honor del Jurado. Premio Fundación Andreani. Buenos Aires, Argentina.
- 2003 Primer Premio de Escultura para Espacio Público de Córdoba. Córdoba. Argentina.
- 2002 Premio Leonardo a la artista de la Joven Generación otorgado por el Museo Nacional de Bellas Artes de Buenos Aires, Argentina.
- 2000 Nominación por la Asociación Argentina de Críticos de Arte para la Experiencia del Año por la Intervención Urbana en el Museo de Arte Moderno y en los subterráneos de la ciudad de Buenos Aires, Argentina.
- 1997 Premio Siemens. Museo Nacional de Bellas Artes de Buenos Aires. Buenos Aires, Argentina.
- 1995 Premio Banco Provincia de Córdoba. Córdoba, Argentina.

## Reconocimientos
Su obra forma parte de la colección del Museo Provincial de Bellas Artes Emilio Caraffa, el Museo de Arte Moderno de Buenos Aires, el Centro de Arte Contemporáneo Wilfredo Lam La Habana, Cuba y colecciones privadas.